# Stedebergen
Stedebergen ist ein Ortsteil der Gemeinde Dörverden im Landkreis Verden, Niedersachsen.

## Lage
Stedebergen liegt nördlich von Dörverden an der Bundesstraße 215, die westlich am Ort vorbeiführt. Östlich des Dorfes liegt der Landwehrsee mit seinen Campingplätzen.

## Geschichte
Im Jahre 1967 wurde ein Bronzescheibe von ca. 300 v. Chr. gefunden. Das lässt auf eine sehr frühe Besiedlung schließen. Erstmals urkundlich erwähnt wurde der Ort im Jahre 1320. Um 1960 begann der Kiesabbau am heutigen Landwehrsee.
Stedebergen war 1606 von Hexenverfolgung betroffen. Wobbeke Twietemeyer geriet in einen Hexenprozess und starb unter der Folter.
Am 1. Februar 1971 wurde Stedebergen in die Gemeinde Wahnebergen, die am 1. Juli in Dörverden aufging, eingegliedert.

## Politik
Ortsvorsteher ist Ulrich Thies (CDU).